# Battaglia di Erdonia (210 a.C.)
La seconda battaglia di Herdonia ebbe luogo nel 210 a.C. durante la seconda guerra punica. Annibale, comandante dei Cartaginesi, che aveva invaso l'Italia otto anni prima, accerchiò e distrusse un esercito romano che stava combattendo contro di lui in Apulia. La pesante disfatta ebbe immediate ripercussioni sulla guerra, particolarmente con gli alleati italiani di Roma, che sembrarono sul punto di lasciarla a suo destino, viste le continue sconfitte di cui era stata vittima nel giro di pochi anni. I Romani però tennero duro, e nel giro di tre anni riuscirono ad intrappolare Annibale nella parte sud-occidentale della penisola, riconquistando i territori persi e punendo le città italiane che avevano collaborato con l'invasore cartaginese.

## Contesto storico
Dopo le sue continue sconfitte (su tutte, la Battaglia di Canne, ma anche quelle del lago Trasimeno e della Trebbia), la fedeltà degli alleati italiani di Roma cominciò a vacillare. Oltre ai Sanniti, ai Lucani, ai Greci del Sud Italia, anche in Apulia sorsero le prime ribellioni. La città di Herdonia era già stata teatro di una sconfitta romana nel 212 a.C., quando due anni dopo i romani provarono a riconquistarla. Ecco come Tito Livio descrive il particolare momento della guerra in corso ormai da otto lunghi anni:
(Livio, XXVI, 37.)
Intanto il console Marco Claudio Marcello aveva lasciato Roma ed insieme al proconsole Gneo Fulvio Centumalo Massimo, mossero con i loro rispettivi eserciti verso Herdonia. Prima ottennero la resa di Salapia, distruggendovi le guarnigioni cartaginesi. Credendo che Annibale stesse ripiegando verso la Calabria (il Bruttium), i due eserciti mossero verso i Sanniti, che subito abbandonarono ogni idea di secessione, e vi strapparono con la forza le città di Marmoree e di Mele, dove furono sconfitti circa 3 000 soldati di Annibale, che vi erano stati lasciati come guarnigione. L'occupazione di queste due città produsse, non solo un ricco bottino che fu lasciato ai soldati, ma anche duecentoquarantamila moggi di grano e centodiecimila di orzo.

### Antefatto
Gneo Fulvio pose gli accampamenti non molto distante da Erdonea, nella speranza di riconquistare la città che, dopo la disfatta di Canne si era ribellata ai Romani. Questi accampamenti non erano stati posizionati, però, in un luogo sufficientemente, né erano stati muniti di una guarnigione adeguata. La convinzione del comandante romano era che la fedeltà dei cittadini di Erdonea verso Annibale potesse venir meno ora che avevano saputo della perdita di Salapia da parte dei Cartaginesi, e che il loro comandante avesse ormai intenzione di recarsi nel Bruzzio. D'altro canto Annibale, venuto a sapere dei piani del proconsole romano attraverso una serie di spie e temendo di poter perdere l'alleanza di quella città, coltivò la speranza di poter assalire il nemico e di coglierlo di sorpresa.

## Battaglia

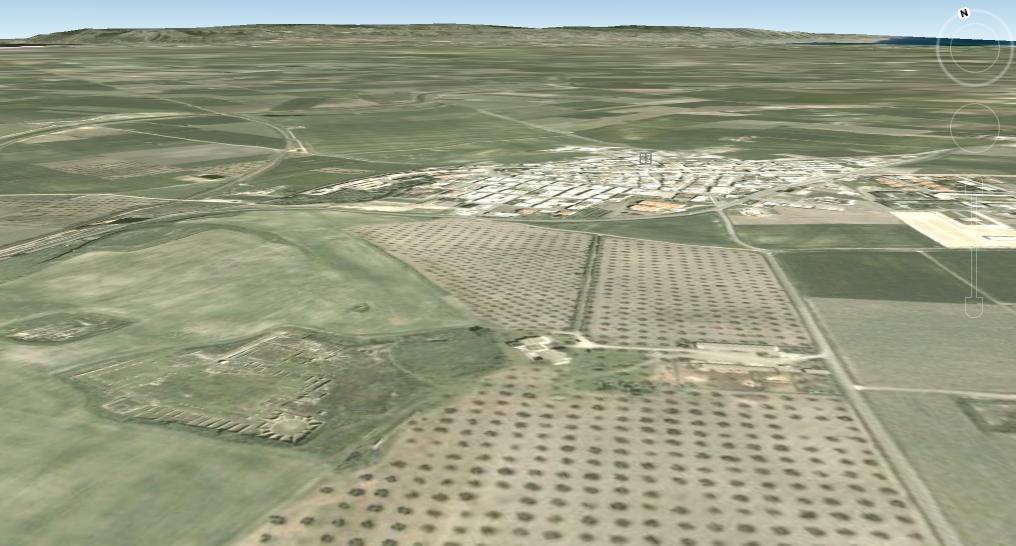
La piana di Herdonia, vista dal satellite

Annibale, una volta alleggerito l'esercito dai bagagli, si diresse a marce forzate verso Erdonea, in modo da precedere la notizia del suo arrivo e, una volta giuntovi, per generare terrore nelle schiere romane, si avvicinò in ordine di battaglia. Gneo Fulvio Centumalo, che Livio definisce «pari in ardimento ad Annibale, ma inferiore in prudenza ed in forze», condusse fuori dall'accampamento la sua armata e, senza riflettere, attaccò immediatamente battaglia.
Ad iniziare il combattimento fu, infatti, la quinta legione e l'ala sinistra romana. Annibale, di conseguenza, ordinò alla sua cavalleria, prima di attaccare gli accampamenti nemici e poi di ripiegare, prendendo alle spalle l'armata romana, mentre la fanteria cartaginese la teneva impegnata nello scontro frontale. Il condottiero cartaginese, ricordò alle sue truppe che, proprio su quel campo di battaglia, l'esercito romano era già stato sconfitto, qualche anno prima. La mischia che si accese vide le schiere romane tener duro intorno alle insegne, difese tenacemente con un sanguinoso corpo a corpo, fino a quando non fu udito lo scalpitio della cavalleria nemica che si avvicinava alle loro spalle e, dalla parte degli accampamenti, il grido di guerra dei Cartaginesi. Poi iniziò la disfatta romana, poiché per prima fu travolta la sesta legione, che era posizionata nello schieramento più arretrato, in seguito cedette anche la quinta legione.

## Conseguenze
Parte dei Romani fu dispersa nella fuga, parte venne invece massacrata. Lo stesso Gneo Fulvio cadde insieme ad undici tribuni militari. Livio afferma di non essere certo di «quante migliaia di soldati siano state trucidate in quella battaglia», ricordando che alcuni storici parlavano, chi di 13 000 e chi di non più di 7 000.
Annibale alla fine riuscì ad impadronirsi anche degli accampamenti e del loro bottino. Poi preferì dare alla fiamme Erdonea, trasferendo i suoi abitanti a Metaponto e Turii, poiché era venuto a sapere che quella città sarebbe passata ai Romani una volta che si fosse allontanato dalla stessa. Uccise quindi i loro capi, i quali avevano avuto in precedenza incontri segreti con Fulvio. Intanto i Romani che si erano salvati dalla grave disfatta, riuscirono a raggiungere nel Sannio il console Marco Claudio Marcello.
La vittoria, in sé, non ebbe grandi vantaggi strategici per i cartaginesi, ma ne diede dal punto di vista del morale romano e della fragilità delle alleanze tra i popoli italici. Inoltre, furono adottate misure punitive verso i superstiti del proprio esercito sconfitto: 4 000 uomini furono inviati in Sicilia in esilio, fino alla fine della guerra. Questa misura causò diversi malumori soprattutto nei coloni romani già presenti sull'isola, e favorì inoltre il malcontento popolare verso il Senato e la Repubblica, che in quel momento sembrava sull'orlo della fine.